# Burg Gronau
Die Burg Gronau, auch Schloss Gronau genannt, ist eine abgegangene Wasserburg bei der Ortsgemeinde Rödersheim-Gronau, Ortsteil Gronau, im Rhein-Pfalz-Kreis in Rheinland-Pfalz.
Von der ehemals dreiflügeligen Burganlage sind noch geringe Fundamentreste, Graben und ein Gedenkstein vorhanden. Die Burgstelle befindet sich nordöstlich von Rödersheim-Gronau und in Richtung Schauernheim am Stechgraben.

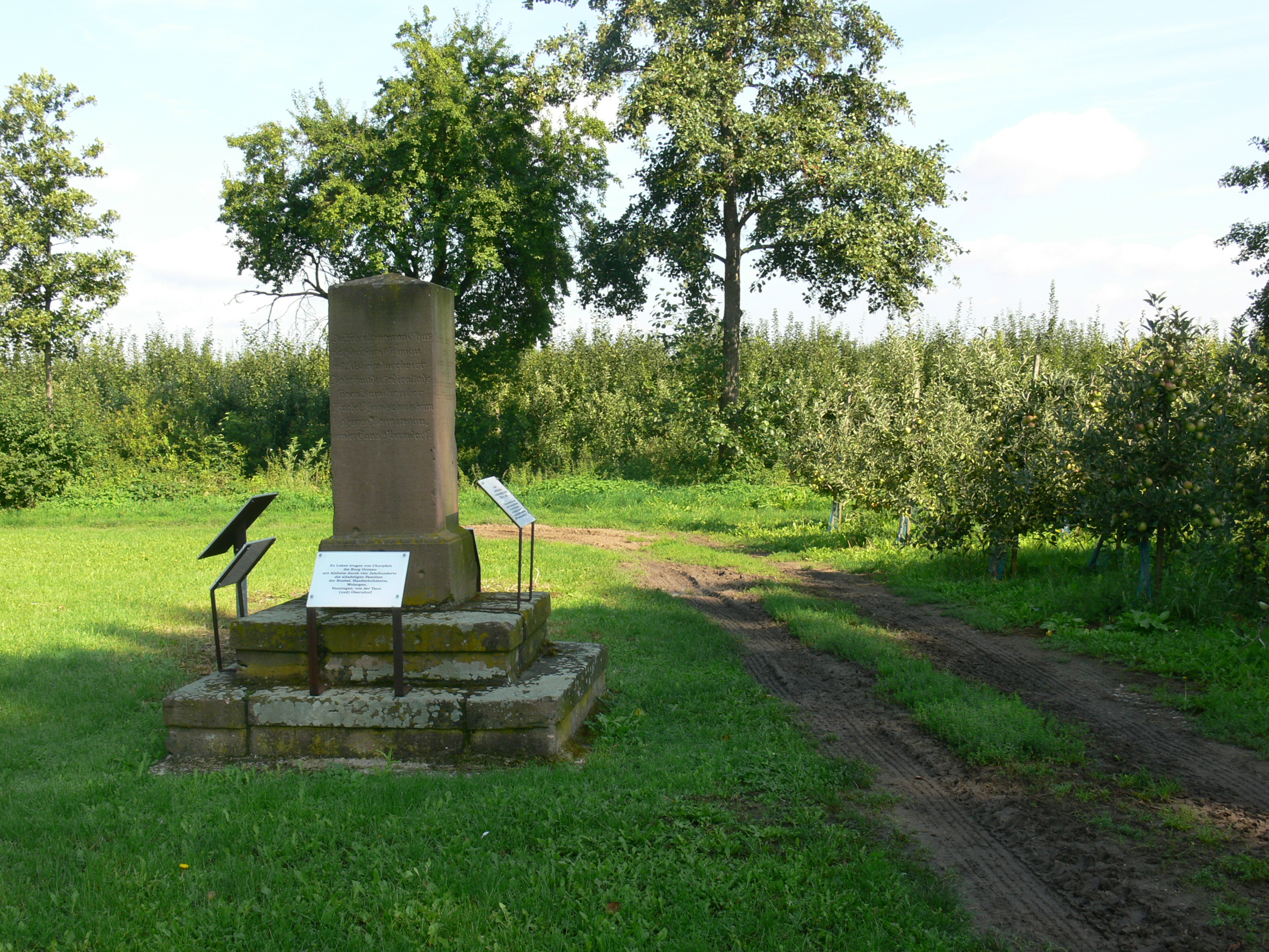
Burg Gronau: Gedenkstein auf dem Gelände der abgegangenen Burg aus dem 19. Jahrhundert, ergänzt um eine kurze Dokumentation zur Burg. Zustand im Jahr 2017. Im Hintergrund der Bewuchs des noch erkennbaren inneren Burggrabens

## Geschichte
Die im 14. Jahrhundert erstmals erwähnte Burg wurde vermutlich von den Herren von Frankenstein erbaut. Im Jahr 1341 verkaufte Heinrich Knebel von Katzenelnbogen die Burg für 1800 Pfund Heller an den Pfalzgrafen Rudolph II. und hat sie wahrscheinlich zu gleicher Zeit wieder in Lehen empfangen. Als 1432 Dam Knebel verstarb, kamen Burg und Zubehör an die einzige Erbtochter Guta, die das Gesamtlehen von Gronau an ihren Mann Heinrich von Handschuhsheim übertrug. Im Jahr 1582 wurde der minderjährige Wilhelm von Handschuhsheim vom Kurfürsten Ludwig VI. mit dem Mannlehen der Burg samt allen derselben zugehörenden Äckern, Wiesen, Reben, Zinsen und mit dem Dorfe und Gerichte Alsheim (heute Gronau) belehnt. Die Belehnungsurkunde erwähnt ausdrücklich, dass das Lehen vom Stamme der Knebel auf jenen der Handschuhsheimer gekommen sei.
Um 1663 belehnte Kurfürst Karl Ludwig den Christoph Andreas von Wolzogen mit der Burg und Kurfürst Johann Wilhelm erteilte 1697 die Anwartschaft darauf dem Freiherrn Eberhard Friedrich von Venningen, dessen Sohn Karl auch zum wirklichen Besitz gelangt ist. Von diesem ging der Besitz auf Christoph Friedrich von und zu Tann über, zuletzt gehörte sie dem Freiherrn von Oberndorf.
In den Jahren 1525 und 1795 wurde die Burg aus- oder umgebaut und 1798 bis 1830 abgebrochen.
Im Anschluss an ein Gefecht bei Lambsheim zwischen österreichischen und französischen Einheiten wurde die Burg Gronau am späten Abend des 14. November 1795 von den Szekler Husaren des österreichischen Feldmarschalleutnants Wernek zerstört.